# کالیمانتان ایر سرویس
کالیمانتان ایر سرویس (به انگلیسی: Kalimantan Air Service) یک شرکت هواپیمایی است که در تاریخ ۲۰۰۴ میلادی تأسیس شده و در تاریخ ۱ ژانویه ۲۰۱۱ فعالیتش را آغاز کرده‌است. دفتر مرکزی این شرکت در شهر کالیمانتان کشور اندونزی قرار دارد.